# Plainview (Tennessee)
Plainview è un comune degli Stati Uniti d'America, situato nello Stato del Tennessee, nella Contea di Union.